# Christopher Teichler
R. Christopher Teichler, vollständig Robert Christopher Teichler (* 31. Mai 1977) ist ein US-amerikanischer Komponist und Musikpädagoge.

## Leben
Teichler studierte Komposition am Wheaton College Conservatory of Music und der Northwestern University. Er erhielt Preise des Wheaton College und des Elmhurst Jazz Festival und war Teilnehmer des National Band Association's Young Composer Mentor Project mit Mark Camphouse, Julie Giroux und James Curnow. Er unterrichtet Komposition, Dirigieren, Gehörbildung, Trompete und Klavier am Wheaton College, der Trinity International University, der Northwestern University und an der DePaul University. An der Trinity University leitet er das Trinity Community Philharmonic Orchestra und gründete eine Jazzband. Außerdem leitet er die Round Lake Area Community Band
und ist Musikdirektor der West Suburban Community Church in Elmhurst.

## Werke
- In Winter für gemischten Chor und Klavier, 1996
- Theme and Variations für Klavier, 1998
- Meditation on St.Anne für Trompete und Klavier, 1998
- Elegy für Streichorchester, 1999
- Brass Quintet 1, 1999
- Commencement Fanfare für zwei Posaunen und Orgel, 1999
- Trombone Fantasy für Posaune und Kammerorchester, 1999
- Psalm 61 für Kammerorchester und Chor, 1999, 2005
- Sinfonietta für Streichorchester, 1999, 2005
- Hark! The Herald Angels Sing für Blasorchester und Chor, 2000
- Fanfare for Daniel für Trompetenquintett, 2000
- Solo for Uncompanied Flute, 2000
- Anniversary Fanfare für Bläserquintett, 2001
- What a Friend We Have in Jesusfür gemischten Chor und Klavier, 2002
- Beehive für Jazzcombo, 2002
- Saxophone Quartet 1, 2003
- Taking To Myself für Posaune, 2003
- Promenade für Kammerorchester, 2004
- Invocation für gemischten Chor, 2004
- Frolic and Frenzy für Flöte, Klarinette und Fagott, 2004
- When I Survey the Wondrous Cross für gemischten Chor und Orgel oder Streicher, 2005
- March of the Priests für zwei Trompeten und zwei Posaunen, 2005
- A Father's Love für zwei Trompeten und zwei Posaunen, 2005
- Give Me Jesus für Flöte, Trompete und Klavier, 2005
- Sojurn I-III für Blasorchester, 2006
- All Things New für gemischten Chor und Trompete, 2006
- The First Noel für Blasorchester, gemischten Chor und Orgel, 2006
- Pass Me Not/I Need Thee Every Hour für Violine und Klavier, 2006
- Legacy für Streichorchester, 2007
- Depth of Mercy für gemischten Chor und Klavier, 2007
- The Grnd Scheme of Things für Chor und Streicher, 2007
- My Savior für gemischten Chor und Klavier, 2007
- Psalm 113 für Sopran und Kammerorchester, 2007
- Yet für gemischten Chor und Klavier, 2007
- Night Divine für Orchester, 2007
- "Liv" Forever für Streichorchester, 2008
- Angels From the Realms of Glory für gemischten Chor und Orchester, 2008
- May God's Creation Praise Him für gemischten Chor, 2008
- Prelude on "Ellacombe" für Bläserquintett, 2008
- Sacred Prelude für Violine und Klavier, 2008
- Fantasy on the Hymn Tune Resignation für Streichorchester, 2009
- Crossover für Orchester, 2009
- Oregon Sketches für Flöte und Klavier, 2009
- Communion Meditations für Klavier, 2009
- Reflection on "Wayfaring Stranger" für Soloflöte, 2009
- Wondrous Love für Violine und Klavier, 22009
- Cancion de la Noche für Concert Band, 2010
- Bless Us Children Now für Chor, 2010
- Duet für Klarinettenquartett, 2010
- Reminiscence on Franz Schubert für Violine, Cello und Klavier, 2010
- Ballad für Trompete und Klavier, 2010
- American Anthem für gemischten Chor und Orchester
- Cleopatra Amante für Sopran, Violine, Horn, Cello und Klavier
- Elegy for Johannes Brahms für Violine, Cello, Klavier und Bariton
- Prayer and Proclamation für Bläserquintett